# Cenestèsia
|  | No s'ha de confondre amb cinestèsia. |

La cenestèsia  (del grec κοινός/koinós/"comú" i αἴσθησις/aísthesis/"sensació", "sensació en comú") és la denominació donada al conjunt vague de sensacions que un individu posseeix del seu cos, sensacions principalment relacionades amb la propiorecepció, donades pels seus òrgans interns en les quals no intervenen ni el sentit del tacte, ni l'olfactiu, ni l'auditiu, ni el de la vista.
Tot i que la cenestèsia manté grans nexes amb la sinestèsia o amb la kinestesia, cap dels dos n'és sinònim i convé evitar confondre aquests termes amb el de cenestèsia. És la sensació general de l'existència del propi cos, no situa les parts del cos.